# 1950 na música

## Música Popular
- Ademilde Fonseca: Brasileirinho, de Waldir Azevedo, com letras de Pereira Costa
- Alcides Gerardi: Antonico, de Ismael Silva
- Francisco Alves: Retrato do velho
- Dircinha Batista: O sanfoneiro só tocava isso
- Linda Batista: General da banda, de José Alcides, Sátiro de Melo e Tancredo Silva
- Luiz Gonzaga: Qui nem jiló, parceria com Humberto Teixeira, e A volta da asa branca, parceria com Zé Dantas
- Emilinha Borba: Paraíba
- Waldir Azevedo: Delicado
- Trio de Ouro: Não tem jeito, de Herivelto Martins e Benedicto Lacerda, e Caminho certo, de Herivelto Martins e David Nasser, começa a polêmica briga do ex-casal, Herivelto Martins e Dalva de Oliveira
- Dalva de Oliveira: 
  - Ave Maria, de Herivelto Martins, Olhos verdes, de Vicente Paiva e Que será?, de  Marino Pinto e Mário Rossi
  - Tudo acabado, de J. Piedade e Oswaldo Martins, Mentira de amor, de Lourival Faissal e Gustavo de Carvalho, e Errei sim, de Ataulfo Alves, respondendo as músicas de seu ex-marido, Não tem jeito e Caminho certo

## Nascimentos
| Data            | Nome             | Profissão                                   | Nacionalidade  | Observações | Ref |
| --------------- | ---------------- | ------------------------------------------- | -------------- | ----------- | --- |
| 1 de Fevereiro  | Cleberson Horsth | pianista                                    | Brasil         |             |     |
| 6 de Fevereiro  | Natalie Cole     | cantora.                                    | Estados Unidos |             |     |
| 12 de Fevereiro | Steve Hackett    | músico                                      | Reino Unido    |             |     |
| 13 de Fevereiro | Peter Gabriel    | músico                                      | Reino Unido    |             |     |
| 15 de fevereiro | Paulo Cezar      | Cantor e compositor                         | Brasil         |             |     |
| 2 de Março      | Karen Carpenter  | cantora, baterista, atriz e dançarina       | Estados Unidos | m. 1983     |     |
| 21 de Março     | Roger Hodgson    | cantor e guitarrista                        | Reino Unido    |             |     |
| 27 de Março     | Tony Banks       | músico                                      | Reino Unido    |             |     |
| 5 de abril      | Agnetha Fältskog | cantora                                     | Suécia         |             |     |
| 13 de maio      | Stevie Wonder    | cantor                                      | Estados Unidos |             |     |
| 4 de Junho      | Jorge Palma      | compositor e cantor                         | Portugal       |             |     |
| 19 de junho     | Ann Wilson       | vocalista, cantora, guitarrista e flautista | Estados Unidos |             |     |
| 5 de julho      | Huey Lewis       | cantor, letrista e ator                     | Estados Unidos |             |     |
| 15 de julho     | Eric Carr        | baterista                                   | Estados Unidos | m. 1991     |     |
| 22 de Setembro  | Kirka            | músico                                      | Finlândia      | m. 2007     |     |
| 2 de Outubro    | Mike Rutherford  | músico                                      | Reino Unido    |             |     |
| 1 de Dezembro   | Sérgio Dias      | guitarrista, cantor e compositor            | Brasil         |             |     |
| 28 de Dezembro  | Hugh McDonald    | baixista e músico de sessão                 | Estados Unidos |             |     |

## Mortes
| Data            | Nome               | Profissão              | Nacionalidade | Observações | Ref |
| --------------- | ------------------ | ---------------------- | ------------- | ----------- | --- |
| 12 de fevereiro | Tomás Borba        | sacerdote e compositor | Portugal      | n. 1867     |     |
| 30 de julho     | Guilhermina Suggia | violoncelista          | Portugal      | n. 1885     |     |